# وادی شوقه
وادی شوقه یک منطقهٔ مسکونی در امارات متحده عربی است که در رأس‌الخیمه واقع شده‌است. وادی شوقه ۴۲۱ متر بالاتر از سطح دریا واقع شده‌است.